# سليمان بك الشاوي
سليمان بك الشاوي ( - 1894 م) من ابرز زعماء عشيرة العبيد، كان أديباً، شاعراً، دبلوماسياً، مِن شيوخ بادية العراق، رئيساً لباب العرب بالعراق، وله شعر محفوظ.

## السيرة
هو الحاج سليمان بن عبد الله بن شاوي الشاهري الحميري، أكبر أنجال عبد الله بك الشاوي الإثنى عشر، ينتمي إلى فخذ آل بو شاهر من عشيرة العبيد، وهم أحد أبرز بطون العشيرة المنتشرة بين كركوك وبغداد والموصل.والحقيقة الثابتة انه نشأ في بغداد، وتعلم فيها.
ومن اخوته سلطان بك، وحبيب بك، وعلي بك،، ومحمد بك، وعبد العزيز بك (له ولد اسمه سعود)، إبراهيم بك، وعبد الغني بك، واحمد بك، ومن الأبناء أحمد بك (له ولد اسمه عبد الحميد ولعبد الحميد ولد اسمه أحمد).

## باب العرب
تولّت أسرته منصب باب العرب، الوسيط الرسمي بين الدولة العثمانية والعشائر العراقيّة.وكان جده يشغل المنصب نفسه .
ان من يتولى رئاسة الباب كان الولاة يخشون بأسه إذ ذاك بسبب عدم وجود جيش نظامي عندهم، ولا يوجد لديهم إلا شيء قليل من المماليك والهايته (نوع من الشرطة) وكان مقر شيخ الباب في جانب الكرخ. ومن عبر الجسر إلى الكرخ أمن لانه مستجير وحفظه واجب، ولو أدى إلى امتشاق الحسام، ومن الأمثال المضروبة وقتها (اذا ضامك الضيم اعبر التختة).

## مقتل والده وأخيه
وورد في حوادث سنة (1183ه‍/1769م) ان والده باب العرب عبد الله بك الشاوي قد أرسل من جانب الوزير عمر باشا لإصلاح ذات البين وتسوية المشاكل بين متسلم البصرة (سليمان أغا) في الزبير والشيخ عبد الله (شيخ المنتفق) بدأ يشق عصا الطاعة ويظهر التمرد والخروج على أنظمة الدولة فقال صاحب الدوحة: انه قام بما ينافي الصدق والسداد وخان في القضية وتحرك خلاف رضا الوزير. والحال ان لما شعر بقوته وهزم شيخ المنتفق اراد ان يقضي على اكبر متنفذ لديه، وكانت لعبد الله مكانة في قلوب العشائر والاهلين لا في زمنه بل في زمن أحمد باشا. ولذا بعد انهزام الشيخ عبد الله شيخ المنتفق قبض على عبد الله الشاوي في (أم الحنطة) واعدم هناك. ولعل المتسلم اغراه بقتله بقصد التشويش على الوالي أو أنه لم يتحمله. ووصل إلى بغداد خبر مقتل الشيخ عبد الله الشاوي فنهض ولده الحاج سليمان بك وكذلك ولده سلطان بك وغيرهما، وجميع أفراد قبيلة العبيد اتفقوا معهم واعتضدوا بهم واحتشدوا في الدجيل وكانوا قوة مهمة، كانت الحكومة تستخدمهم لتأديب العشائر فشوشوا الوضع على الوزير وقطعوا الطرق واحدثوا اضطراباً قوياً. ولما سمع الوزير وصل بغداد بغتة ونزل في (المنطقة) بجانب الكرخ وركبوا خيولهم جريدة ليلاً بعد العشاء فاطلقوا الاعنة فوصلوا كالبرق الخاطف، إلى المحل المطلوب فوجدوا قبائلهم ففرقوهم شذر مذر واخمدوا غائلتهم.وحينئذ وجد سليمان بك فرصة للفرار فانهزم، واما شقيقه سلطان بك فقد القي القبض عليه وجاء به إلى الوزير عمر باشا فلم يسكن غضبه إلا بضربه بيده في خنجره وقتله.

## تولّيه الزعامة
بعد مقتل والده، ورث زعامة عشائر العبيد عن أبيه، وسار على خطى أسلافه في الوساطة مع الحكام وإدارة شؤون القبيلة .تميّز بكونه شاعراً وأديباً؛ وترك وراءه مقطوعات شعرية ذات طابع تراثي وسياسي .

## احتلال البصرة
تلقى سليمان بك كتاباً من الأديب عبد الله بن محمد الكردي البيوتشي الخانخلي الآلاني لكونه إذ ذاك صدراً في العراق يستصرخه فيه لنصرة البصرة وتخليصها، وقد وصل البيتوشي البصرة سنة 1189 ه، وانه لبث مدة بين أهلها فأقبل عليها صادق خان الزندي بعسكر جرار، وهجم بأمر من أخيه كريم خان الزندي والي شيراز وحاصرها، ومضت سنة ولم يأت إمداد من بغداد،  وبهذه الواقعة أعاد الزنديون إلى الاذهان حوادث الصفويين ونادر شاه.
ولما وصلت المالكة إلى سليمان بك ووقعت منه موقع السلسال من الغيمان رام النصرة فلم يكن له بها يدان.

## تمرده ضد الحكم العثماني
في سنة 1201 ه‍، عاد الحاج سليمان بك الشاوي من الخابور بعد أن فر هناك في السنة المنصرمة. فجمع فلول عشيرته العبيد ومن يتبعهم من العشائر الأخرى، واتجه نحو عنة وأخذ يترصد ويعتدي على المارة.
وفي عام (1202 ه‍/1787 م) قامت عدة انتفاضات عشائرية ابتدأت من الفرات الأوسط وحتى البصرة هدفها القضاء على سيطرة وحكم المماليك، وكان من أبرزها الانتفاضة العربية العشائرية الكبيرة التي تزعمها سليمان بك الشاوي وثويني العبد الله شيخ مشايخ المنتفك وحمد الحمود شيخ الخزاعل، استطاع الثوار من فرض سيطرتهم على البصرة وتولى الحكم الشيخ ثويني العبد الله وهروب متسلم البصرة إبراهيم بك إلى مسقط.واستمر حكم ثويني عدة أشهر حتى تمكن المماليك باسترجاع البصرة وساندتهم عشائر كعب وثامر السعدون وأتباعه، وتعرضت قوات الحكومة إلى تعرض في منطقة (أم العباس) وبعدها دارت معركة قاسية قرب البصرة في منطقة تسمى (أم الحنطة)، قتل فيها إعداد كبيرة من مقاتلي العرب قدرت بحوالي ثلاثة آلاف فارس من الخيالة والمشاة اكثر. ان حادثة المنتفق فرقت شمل المتحاربين وبقي الحاج سليمان بك ضارباً في البوادي والقفار، فلم ير بداً
من طلب العفو، وكان ذلك سنة (1203ه‍/1788م)، راعى الوزير خدماته القديمة واخلاقه فعفا عنه وسمح له بالدخول الى بغداد وأعاد املاكه اليه وسكن في منطقة (تل اسود) فاقام هناك.وفي رواية منعه من العودة إلى بغداد وامره بالإقامة في قرة أورمان.
وكان قد ترددت إشاعة واسعة ان قائد التمرد (سليمان بك الشاوي) ان الباب العالي قد اعتمده والياً على بغداد خلفاً للوالي سليمان باشا الذي صدق ذلك نفسه، فطلب من (الخوجه ماركار) ممثل الشركة المعظمة (شركة الهند الشرقية) في بغداد، وفي وجوده أمر بكتابة خطاب إلى سفير صاحب الجلالة (ملك بريطانيا) لدى الباب العالي التمس منه فيه ان يبذل كل جهده ويستثمر الصداقة القائمة بينه وبين الباب العالي لاقناع المسؤولين بالعدول عن هذا التعيين الذي قيل انه صدر للحاج سليمان بك، وأصر (سليمان باشا) على تأكيد التزاماته وولائه للانجليز. وفي نفس هذا الوقت ذكر (مستر مانستي)، الوكيل البريطاني في البصرة، أنه يرى ان سليمان باشا ما يزال في رأيه موالياً لهم (للإنجليز) وانه بقدر ماقدم من اللين في المعاملة، حيث قدم للتجار الإنجليز امتيازات لم يحظوا بها من جميع الولاة الذين سبقوه مجتمعين. 

## سليمان الشاوي وعجم محمد
كان الحاج سليمان الشاوي طلب العفو من الوزير فعفا عنه واعيدت املاكه ، وسكن لمدة في (تل أسود) وعلى حين غرة ورد اليه محمد الكهيه (عجم محمد) ملتجأً إليه بعد أن كان في إيران يتنقل من محل إلى آخر، لا يستقر به موطن.
سمع الوزير بذلك وخشية وقوع فتنة كتب الوزير إلى سليمان بك الشاوي ان يرسله محفوظاً إلى جانبه. وحسب التقاليد العربية لم يفعل ذلك ولكنه اختلق المعاذير.وخرج الكهية من بغداد فوافق الحاج سليمان ان يذهب إلى جهة اخرى، فاقتفى احمد الكهية اثرهما حتى (الرحبة) وادرك اثقالهما في (ابي قير) فنجوا بانفسهما بصعوبة وهربا ، فاغتنم الكهية أموالهم وعيالهم، ، إلا أنه بالتماس من محمد الشاوي لم يتعرض إلى الاهل والعيال.
وفي خلال سنة 1205 ه‍، فر عجم محمد الكهية إلى مصر فمات فيها. أما الحاج سليمان الشاوي أقام في أنحاء الخابور. وعقبه احمد الكهية حتى كبيسة ولم يظفر به، وعاد إلى بغداد.

## إغتياله
عام 1794م (1209هـ)، كان الحاج سليمان بك الشاوي قد فر نحو الخابور للمرة الأخيرة، وكان كلما التف حوله جمع من العشائر ارهقهم بمطاليبه وترأس عليهم وعاملهم معاملة الخدم.
وفي هذه المرة التجأ إلى عشيرة العبيد القاطنة في تلك الديار، وعقد اواصر الصداقة مع رئيس العشيرة المدعو علي الحمد.
ولما كانت العادات قاهرات، فقد تنافر مع الرئيس المذكور ولم يرع حرمة لضيافته اياه، ثم تطور التنافر إلى شجار بين الإثنين أدى إلى قيام محمد يوسف الحربي وهو من فخذ (البو حربي) من البو شاهر احد أبناء عمومة علي الحمد (رئيس البو شاهر آنئذٍ) بالهجوم عليه هو وأبنائه وقتلوه . والآن لم يبق من الحربي إلا القليل فكانت وفاته سبب ذل هذا الفخذ . قتلوه غدرا بنو عمه، وكان عالماً على ما ذكروا شاعراً مجيداً ومن شعره:
وفاة سليمان كانت خاتمة دوره السياسي وقد انعكست على نفوذ عشيرة الشاوي ضمن قبيلة العبيد.

## إعدام اخوته
وفي سنة (1218 ه‍) بعد وفاة سليمان باشا الكبير
آلت ولاية بغداد إلى الكتخدا علي باشا، فأمر بخنق إخوة سليمان بك الشاوي وهم محمد بك والحاج عبد العزيز بك، فخنقا ودفنا بقرب الموصل.

وكذلك جهز الوزير حملة عسكرية لمطاردة اكبر أبناء محمد بك الشاوي واسمه جاسم بك الذي التجأ إلى الخابور عند عشيرة العبيد، ولكن هذه الحملة انكسرت وغنمت عشيرة العبيد معداتها وتجهيزاتها واستولت على ما مع الوزير من اموال، وعادت إلى مواقعها في الخابور.

## مؤلفاته
- ديوان شعر ، كانت منه نسخة محفوظة في خزانة الأستاذ عباس العزاوي.[20]
- سكب الأدب على لامية العرب، شرح لامية العرب للشنفرى. (تم تأليف الشرح 29 ربيع الثاني 1178 ه‍).
- شرح قطر الندى، ذكر العزاوي ان مخطوطة هذا الكتاب لدى المرحوم عبد الله مخلص بن أحمد السالم الشاوي، المتوفى في بغداد في 28 تشرين الأول سنة 1953م.
- نظم قطر الندى، عرفت بالمنظومة السليمانية، شرح قطر الندى لإبن هشام. (تأليف الشرح 1199ه‍).
- منظومة في علم الوضع: كانت منها نسخة في خزانة الأستاذ عباس العزاوي وقال عنها:( ولم يكتب لها الرواج في التدريس).[21]